# Michael O'Moore Creagh
Michael O'Moore Creagh (16 mei 1892 – 1970) was een Britse officier die zowel diende in de Eerste Wereldoorlog als de Tweede Wereldoorlog.

## Biografie
Creagh ging studeren aan de Wellington College en daarna aan de Royal Military College in Sandhurst. In 1911 werd hij toegevoegd aan de 7th Queen's Own Hussars. 
Tijdens de Eerste Wereldoorlog bekleedde Creagh diverse posten. Hij was adjudant van de divisiecommandant van de Home Forces (1914-1915), een stafkapitein in Frankrijk (1917-1918) een brigademajoor (1918-1919). Creagh bleef na de oorlog in het Britse leger en werd in 1934 bevelhebber van de 15th/19th The King's Royal Hussars, wat hij tot 1938 bleef.
Op 4 december 1939 kreeg Creagh als generaal-majoor het bevel over de aan de Egyptische grens gelegerde Mobile Force. In februari 1940 werd de Mobile Force omgedoopt in de 7e Panterdivisie. 
Creagh en de 7e Pantserdivisie namen als onderdeel van de Western Desert Force deel aan Operatie Compass en verdreven de Italiaanse troepen uit de Cyrenaica. Creagh nam ook deel aan Operatie Battleaxe. Op 3 september 1941 werd Creagh als bevelhebber van de 7e pantserdivisie vervangen door generaal-majoor William Gott. 
Van 1941 tot 1942 voerde Creagh het bevel over de 3rd Armored Group. In 1944 ging Creagh met pensioen.

## Decoraties
- Knight Commander of the Order of the British Empire
- Military Cross